# Фудбалска репрезентација Португалије
Фудбалска репрезентација Португалије (порт. Seleção Portuguesa de Futebol) национални је фудбалски тим који представља Португалију на међународним такмичењима и под управом је фудбалског савеза Португалије (порт. Federação Portuguesa de Futebol).
Репрезентација је основана 1921. године, а први пут у завршници неког такмичења учествовала је на Свјетском првенству 1966, на којем је, предвођена Еузебиом освојила треће мјесто. На наредна два Свјетска првенства на која се пласирала (1986 и 2002) испала је већ у групној фази; док је 2006 дошла до полуфинала, у којем је поражена од Француске 1:0, након чега је у утакмици за треће мјесто изгубила од домаћина Њемачке 3:1. На Свјетском првенству 2010 елиминисана је у осмини финала од Шпаније 1:0; док је 2014 испала у групној фази. На Европско првенство Португалија се први пут пласирала 1984. године и освојила је треће мјесто. На првенству 2004, дошла је до финала, у којем је поражена од Грчке 1:0. Након пораза у четвртфиналу првенства 2008, Португалија је дошла до полуфинала 2012, у којем је поражена од Шпаније 4:2 након пенала. Португалија је, предвођена Кристијаном Роналдом, освојила првенство 2016, побиједивши у финалу домаћина Француску 1:0 након продужетака. Захваљујући освајању Европског првенства, Португалија се пласирала на Куп конфедерација 2017, гдје је освојила треће мјесто.
Утакмице на домаћем терену игра на националном стадиону у Оеирасу, округу Лисабона. Тренутни селектор је Фернандо Сантош, капитен је Кристијано Роналдо, који је рекордер по броју одиграних утакмица и по броју постигнутих голова за Португалију.

## Резултати на међународним такмичењима

### Светско првенство
| Година         | Коло                  | Пласман               | ИГ                    | П                     | Н                     | ИЗ                    | ГД                    | ГП                    |
| -------------- | --------------------- | --------------------- | --------------------- | --------------------- | --------------------- | --------------------- | --------------------- | --------------------- |
| 1930.          | Није учествовала      | Није учествовала      | Није учествовала      | Није учествовала      | Није учествовала      | Није учествовала      | Није учествовала      | Није учествовала      |
| 1934. до 1962. | Није се квалификовала | Није се квалификовала | Није се квалификовала | Није се квалификовала | Није се квалификовала | Није се квалификовала | Није се квалификовала | Није се квалификовала |
| 1966.          | Утакмица за 3. место  | 3.                    | 6                     | 5                     | 0                     | 1                     | 17                    | 8                     |
| 1970. до 1982. | Није се квалификовала | Није се квалификовала | Није се квалификовала | Није се квалификовала | Није се квалификовала | Није се квалификовала | Није се квалификовала | Није се квалификовала |
| 1986.          | Групна фаза           | 17                    | 3                     | 1                     | 0                     | 2                     | 2                     | 4                     |
| 1990.          | Није се квалификовала | Није се квалификовала | Није се квалификовала | Није се квалификовала | Није се квалификовала | Није се квалификовала | Није се квалификовала | Није се квалификовала |
| 1994.          | Није се квалификовала | Није се квалификовала | Није се квалификовала | Није се квалификовала | Није се квалификовала | Није се квалификовала | Није се квалификовала | Није се квалификовала |
| 1998.          | Није се квалификовала | Није се квалификовала | Није се квалификовала | Није се квалификовала | Није се квалификовала | Није се квалификовала | Није се квалификовала | Није се квалификовала |
| 2002.          | Групна фаза           | 21.                   | 3                     | 1                     | 0                     | 2                     | 6                     | 4                     |
| 2006.          | Утакмица за 3. место  | 4.                    | 7                     | 4                     | 1                     | 2                     | 7                     | 5                     |
| 2010.          | Осмина финала         | 11.                   | 4                     | 1                     | 2                     | 1                     | 7                     | 1                     |
| 2014.          | Групна фаза           | 18.                   | 3                     | 1                     | 1                     | 1                     | 4                     | 7                     |
| 2018.          | Осмина финала         | 13.                   | 4                     | 1                     | 2                     | 1                     | 6                     | 6                     |
| 2022.          | Четвртфинале          | 8.                    | 5                     | 3                     | 0                     | 2                     | 12                    | 4                     |
| Укупно         | 8/22                  | 3. место              | 35                    | 17                    | 6                     | 12                    | 61                    | 39                    |

*Нерешени резултати укључују и мечеве завршнице одлучене извођењем пенала.

### Европско првенство
| Година         | Коло                  | Пласман               | ИГ                    | П                     | Н*                    | ИЗ                    | ГД                    | ГП                    |
| -------------- | --------------------- | --------------------- | --------------------- | --------------------- | --------------------- | --------------------- | --------------------- | --------------------- |
| 1960. до 1980. | Није се квалификовала | Није се квалификовала | Није се квалификовала | Није се квалификовала | Није се квалификовала | Није се квалификовала | Није се квалификовала | Није се квалификовала |
| 1984.          | Полуфинале            | 4.                    | 4                     | 1                     | 2                     | 1                     | 4                     | 4                     |
| 1988.          | Није се квалификовала | Није се квалификовала | Није се квалификовала | Није се квалификовала | Није се квалификовала | Није се квалификовала | Није се квалификовала | Није се квалификовала |
| 1992.          | Није се квалификовала | Није се квалификовала | Није се квалификовала | Није се квалификовала | Није се квалификовала | Није се квалификовала | Није се квалификовала | Није се квалификовала |
| 1996.          | Четвртфинале          | 5.                    | 4                     | 2                     | 1                     | 1                     | 5                     | 2                     |
| 2000.          | Полуфинале            | 4.                    | 5                     | 4                     | 0                     | 1                     | 10                    | 4                     |
| 2004.          | Финале                | 2.                    | 6                     | 3                     | 1                     | 2                     | 8                     | 6                     |
| 2008.          | Четвртфинале          | 7.                    | 4                     | 2                     | 0                     | 2                     | 7                     | 6                     |
| 2012.          | Полуфинале            | 4.                    | 5                     | 3                     | 1                     | 1                     | 6                     | 4                     |
| 2016.          | Прваци                | 1.                    | 7                     | 3                     | 4                     | 0                     | 9                     | 5                     |
| 2020.          | Осмина финала         | 13.                   | 4                     | 1                     | 1                     | 2                     | 7                     | 7                     |
| 2024.          | Четвртфинале          | 8.                    | 5                     | 2                     | 2                     | 1                     | 5                     | 3                     |
| Укупно         | 9/17                  | 1 титула              | 44                    | 21                    | 12                    | 11                    | 61                    | 41                    |

*Нерешени резултати укључују и мечеве завршнице одлучене извођењем пенала.

### Лига нација
| Рекорди у УЕФА Лиги нација | Рекорди у УЕФА Лиги нација | Рекорди у УЕФА Лиги нација | Рекорди у УЕФА Лиги нација | Рекорди у УЕФА Лиги нација | Рекорди у УЕФА Лиги нација | Рекорди у УЕФА Лиги нација | Рекорди у УЕФА Лиги нација | Рекорди у УЕФА Лиги нација | Рекорди у УЕФА Лиги нација | Рекорди у УЕФА Лиги нација |
| Сезона                     | Лига                       | Група                      | ИГ                         | П                          | Н                          | И                          | ГД                         | ГП                         | П/И                        | Поз.                       |
| -------------------------- | -------------------------- | -------------------------- | -------------------------- | -------------------------- | -------------------------- | -------------------------- | -------------------------- | -------------------------- | -------------------------- | -------------------------- |
| 2018/19.                   | А                          | 3                          | 6                          | 4                          | 2                          | 0                          | 9                          | 4                          | Same position              | 1.                         |
| 2020/21.                   | А                          | 3                          | 6                          | 4                          | 1                          | 1                          | 12                         | 4                          | Same position              | 5.                         |
| 2022/23.                   | А                          | 2                          | 6                          | 3                          | 1                          | 2                          | 11                         | 3                          | Same position              | 6.                         |
| Укупно                     | Укупно                     | Укупно                     | 18                         | 11                         | 4                          | 3                          | 32                         | 11                         |                            |                            |

### Куп конфедерација
| Година       | Коло                  | Пласман               | ИГ                    | П                     | Н*                    | ИЗ                    | ГД                    | ГП                    |
| ------------ | --------------------- | --------------------- | --------------------- | --------------------- | --------------------- | --------------------- | --------------------- | --------------------- |
| 1992 до 2013 | Није се квалификовала | Није се квалификовала | Није се квалификовала | Није се квалификовала | Није се квалификовала | Није се квалификовала | Није се квалификовала | Није се квалификовала |
| 2017.        | Утакмица за 3. место  | 3. место              | 5                     | 3                     | 2                     | 0                     | 9                     | 3                     |
| Укупно       | 1/10                  | 3. место              | 5                     | 3                     | 2                     | 0                     | 9                     | 3                     |

*Нерешени резултати укључују и мечеве завршнице одлучене извођењем пенала.

### Успеси
- Светско првенство
  - Треће место: 1966.[12]
  - Четврто место: 2006.[13][14]
- Европско првенство
  - Прво место: 2016.[15]
  - Друго место: 2004.
- Куп конфедерација
  - Треће место: 2017.[16]
- Лига нација
  - Прво место: 2018/19.
- Олимпијске игре
  - Четврто место: 1996.[17]

## Скорашње утакмице
| 24. март 2021. Квалификације за СП 2022. | Португалија                   | 1 : 0    | Азербејџан | Турин, Италија                                             |  |
| 19:45 ч (UTC+0)                          | Максим Медведев 37’ (аутогол) | Извештај |            | Стадион: Стадион Јувентус Судија: Данијел Зиберт (Немачка) |  |

| 27. март 2021. Квалификације за СП 2022. | Србија                       | 2 : 2 | Португалија  | Београд, Србија                                              |  |
| 20:45 ч                                  | А. Митровић 46’ · Костић 60’ |       | Жота 11’ 36’ | Стадион: Стадион Рајко Митић Судија: Дани Макели (Холандија) |  |

| 30. март 2021. Квалификације за СП 2022. | Луксембург | v        | Португалија | Град Луксембург, Луксембург  |  |
| 20:45 ч                                  |            | Извештај |             | Стадион: Стадион Жози Бартел |  |

## Укупна статистика
Подаци ажурирани 17. новембра 2020.
|        | Бр. утакмица | Победа | Ремија | Пораза | ДГ   | ПГ  |
| Укупно | 630          | 304    | 147    | 178    | 1057 | 726 |
| ------ | ------------ | ------ | ------ | ------ | ---- | --- |

## Састав репрезентације
Следећи играчи су позвани за утакмице против Азербејџана, Србије и Луксембурга (март 2021. год.) у оквиру квалификација за Светско првенство 2022.
Број утакмица и голова важе за 17. новембар 2020, након одигране утакмице с Хрватском.
| Име                            | Датум рођења  | Број наступа | Број голова | Клуб               |         |         |
| Голмани                        | Голмани       | Голмани      | Голмани     | Голмани            | Голмани | Голмани |
| ------------------------------ | ------------- | ------------ | ----------- | ------------------ | ------- | ------- |
| Руи Патрисио                   | 15. 2. 1988.  | 92           | 0           | Вулверхемптон      |         |         |
| Антони Лопес                   | 1. 10. 1990.  | 10           | 0           | Лион               |         |         |
| Руи Силва                      | 7. 2. 1994.   | 0            | 0           | Гранада            |         |         |
| Одбрамбени фудбалери           |               |              |             |                    |         |         |
| Пепе                           | 26. 2. 1983.  | 113          | 7           | Порто              |         |         |
| Рафаел Гереиро                 | 22. 12. 1993. | 45           | 2           | Борусија Дортмунд  |         |         |
| Жозе Фонте                     | 22. 12. 1983. | 43           | 0           | Лил                |         |         |
| Седрик Соарес                  | 31. 8. 1991.  | 33           | 1           | Арсенал            |         |         |
| Рубен Дијас                    | 14. 5. 1997.  | 24           | 2           | Манчестер сити     |         |         |
| Жоао Кансело                   | 27. 5. 1994.  | 23           | 4           | Манчестер сити     |         |         |
| Домингос Дуарте                | 10. 3. 1995.  | 1            | 0           | Гранада            |         |         |
| Нуно Мендес                    | 19. 6. 2002.  | 0            | 0           | Спортинг           |         |         |
| Фудбалери средине терена       |               |              |             |                    |         |         |
| Жоао Мутињо (заменик капитена) | 8. 9. 1986.   | 129          | 7           | Вулверхемптон      |         |         |
| Бернардо Силва                 | 10. 8. 1994.  | 51           | 7           | Манчестер сити     |         |         |
| Данило Переира                 | 9. 9. 1991.   | 44           | 2           | Париз Сен Жермен   |         |         |
| Бруно Фернандес                | 8. 9. 1994.   | 25           | 2           | Манчестер јунајтед |         |         |
| Ренато Саншес                  | 18. 8. 1997.  | 22           | 2           | Лил                |         |         |
| Рубен Невес                    | 13. 3. 1997.  | 18           | 0           | Вулверхемптон      |         |         |
| Сержио Оливеира                | 2. 6. 1992.   | 7            | 0           | Порто              |         |         |
| Жоао Паљиња                    | 9. 7. 1995.   | 0            | 0           | Спортинг           |         |         |
| Нападачи                       |               |              |             |                    |         |         |
| Кристијано Роналдо (капитен)   | 5. 2. 1985.   | 170          | 102         | Јувентус           |         |         |
| Андре Силва                    | 16. 11. 1995. | 37           | 16          | Ајнтрахт Франкфурт |         |         |
| Рафа Силва                     | 17. 5. 1993.  | 18           | 0           | Бенфика            |         |         |
| Жоао Феликс                    | 10. 11. 1999. | 13           | 3           | Атлетико Мадрид    |         |         |
| Диого Жота                     | 26. 9. 1983.  | 10           | 3           | Ливерпул           |         |         |
| Педро Нето                     | 9. 3. 2000.   | 1            | 1           | Вулверхемптон      |         |         |

## Рекорди фудбалера

### Највише одиграних утакмица
Ажурирано 17. новембра 2020.
Играчи који су подебљани још увек активно играју за репрезентацију.
| Позиција | Фудбалер           | Репрезентативна каријера | Број утакмица | Број голова |
| -------- | ------------------ | ------------------------ | ------------- | ----------- |
| 1.       | Кристијано Роналдо | 2003—                    | 170           | 102         |
| 2.       | Жоао Мотињо        | 2005—                    | 129           | 7           |
| 3.       | Луис Фиго          | 1991—2006.               | 127           | 32          |
| 4.       | Пепе               | 2007—                    | 113           | 7           |
| 5.       | Нани               | 2006—2017.               | 112           | 24          |
| 6.       | Фернандо Коуто     | 1990—2004.               | 110           | 8           |
| 7.       | Бруно Алвес        | 2007—2018.               | 96            | 11          |
| 8.       | Руи Коста          | 1993—2004.               | 94            | 26          |
| 9.       | Руи Патрисио       | 2010—                    | 92            | 0           |
| 10.      | Рикардо Карваљо    | 1997—2006.               | 89            | 5           |

### Најбољи стрелци
Ажурирано 17. новембра 2020.
Играчи који су подебљани још увек активно играју за репрезентацију.
| Позиција | Фудбалер           | Репрезентативна каријера | Број голова | Број утакмица | Просјечно |
| -------- | ------------------ | ------------------------ | ----------- | ------------- | --------- |
| 1.       | Кристијано Роналдо | 2003—                    | 102         | 170           | 0,60      |
| 2.       | Паулета            | 1997—2006                | 47          | 88            | 0,53      |
| 3.       | Еузебио            | 1961—1973.               | 41          | 64            | 0,64      |
| 4.       | Луис Фиго          | 1991—2006.               | 32          | 127           | 0,25      |
| 5.       | Нуно Гомеш         | 1996—2011.               | 29          | 79            | 0,37      |
| 6.       | Елдер Поштига      | 2003—2014.               | 27          | 71            | 0,38      |
| 7.       | Руи Коста          | 1993—2004.               | 26          | 94            | 0,28      |
| 8.       | Нани               | 2006—2017.               | 24          | 112           | 0,21      |
| 9.       | Жоао Пинто         | 1991—2002.               | 23          | 81            | 0,30      |
| 10.      | Нене               | 1971—1984.               | 22          | 66            | 0,33      |
| 10.      | Симао Саброса      | 1998—2010.               | 22          | 85            | 0,26      |